# التخدير الكلي عن طريق الوريد
يشير مصطلح التخدير الكلي عن طريق الوريد (TIVA) إلى الإعطاء الوريدي لعوامل التخدير من أجل الحث على الفقدان المؤقت للإحساس أو الوعي. أجريت الدراسة الأولى للتخدير الكلي عن طريق الوريد في عام 1872 باستخدام هيدرات الكلورال، وجرى ترخيص عامل التخدير الشائع البروبوفول في عام 1986. يستخدم التخدير الكلي عن طريق الوريد حاليًا في إجراءات مختلفة كأسلوب بديل عن التخدير العام من أجل تحسين الصحو ما بعد الجراحة.
يحافظ على التخدير الكلي عن طريق الوريد بواسطة أجهزة التسريب في الوريد بمساعدة تخطيط كهربية الدماغ (EEG). تسهل هذه التقنيات استخدام البروبوفول والإيتوميديت والكيتامين وعوامل التخدير الوريدي الأخرى. أثناء أو بعد التخدير الكلي عن طريق الوريد، قد يتعرض المرضى لخطر مرتفع من الوعي بالتخدير وفرط التألم والسمية العصبية. بالنظر إلى هذه المخاطر، يولى اهتمام خاص للمرضى الذين يعانون من السمنة المفرطة وكبار السن والأطفال.

## تاريخيًا
في منتصف القرن التاسع عشر، طورت معدات محددة لتمكين التخدير الوريدي. طور فرانسيس ريند الإبرة المجوفة في عام 1845، وطور تشارلز غابرييل برافاز الحقنة في عام 1853، والتي سمحت بإعطاء الأدوية عن طريق الوريد.
باستخدام هذا الأسلوب الجديد في التسريب، اختبرت العديد من المركبات الكيميائية على أنها مخدر عن طريق الوريد. كان بيير سيبريان أور رائدًا في هذا الأمر في عام 1872، حيث أفاد باستخدام هيدرات الكلورال كمخدر عن طريق الوريد. ومع ذلك، ارتبطت هذه التجارب المبكرة بمعدل وفيات مرتفع. طور الهيدونال لاحقًا في عام 1909 للتخدير العام، على الرغم من نجاحه المحدود نظرًا لطول مدة تأثيره. شجعت أوجه القصور هذه على تطوير البارالدهيد من قبل نويل وسوتار، كبريتات المغنيسيوم من قبل بيك أند ميلتزر وكذلك الإيثانول بواسطة ناكاجاوا كعوامل تخدير عن طريق الوريد.
صنع البروبوفول (ثنائي إيزوبروبيل الفينول) من قبل غلين وزملاؤه في أوائل السبعينيات، ولكن سحبت تركيباته الأولى مؤقتًا بسبب عدد من التفاعلات العكسية أثناء الدراسات السريرية. في عام 1983، توفرت تركيبة البروبوفول المستحلب الدهني، والتي كان لها إمكانات كبيرة خلال التجارب السريرية. رخصت للاستخدام في أوروبا عام 1986 وحصلت على موافقة إدارة الغذاء والدواء الأمريكية في عام 1989. يستخدم البروبوفول الآن في جميع أنحاء العالم بملف دوائي محدد جيدًا لمجموعة متنوعة من الاستخدامات الطبية.

## الاستخدامات الطبية
يستخدم التخدير الكلي عن طريق الوريد للحث على التخدير العام مع تجنب مساوئ التخدير المتطاير (وعوامل الاستنشاق التقليدية). تعاير عوامل التخدير عن طريق الوريد بجرعات آمنة للحفاظ على المرحلة الثالثة من التخدير الجراحي (فقدان الوعي، وفقدان الذاكرة، وعدم الاستجابة للتحفيز الضار). يعد استخدام التخدير الكلي عن طريق الوريد مفيدًا في الحالات التي يكون فيها التخدير المتطاير عالي الخطورة أو يكون مستحيلًا، مثل الحالات التي تنطوي على مرضى يعانون من السمنة المفرطة. استخدم التخدير الكلي عن طريق الوريد أيضًا للتخدير في مواقع الصدمات مثل الحوادث الخطيرة والكوارث والحروب.
تشمل الأهداف العامة للتخدير الكلي عن طريق الوريد ما يلي:
- للتحفيز السلس للتخدير
- مراقبة التخدير الموثوقة والقابلة للقياس
- الظهور السريع لتأثيرات الأدوية المحقونة بمجرد إنهاء التسريب.

يحسن التخدير الكلي عن طريق الوريد المعتمد على البروبوفول بشكل ملحوظ ملف التعافي والراحة بعد الجراحة، ويقلل من الغثيان والقيء، ويسهل التعافي السريع، وزيادة الاستقرار الديناميكي، والحفاظ على تضيق الأوعية الرئوية الناقص التأكسج، وتقليل الضغط داخل المخ، ويقلل من خطر تسمم الأعضاء. على الرغم من هذه المزايا، فإنه يمثل نسبة صغيرة من التخدير العام بسبب التكلفة الباهظة نسبيًا للتحضير والصيانة.

## التقنيات

### اعتبارات الجرعات
تختلف جرعات الأدوية المهدئة والمنومة عن طريق الوريد بشكل فردي. يجب مراعاة العوامل الديناميكية الدوائية والحركية الدوائية لكل مريض (على سبيل المثال، المرضى الذين يعانون من ضعف في وظائف الكلى أو الكبد، واضطراب في الدم، وخلل في عضلة القلب، وما إلى ذلك). من حيث العوامل المساعدة، غالبًا ما ينتج عن الإعطاء المشترك لأدوية التخدير من فئات مختلفة تأثيرات منومة تآزرية. هذا شائع بشكل خاص للعوامل التي تعمل على مستقبلات حمض جاما أمينوبوتيريك (GABA) التي تدمجه مع الأدوية التي تعمل على أنواع مختلفة من المستقبلات.
تشير التفاعلات الدوائية بين العوامل المهدئة والمنومة والعوامل المساعدة إلى أن نظم الجرعات لا يمكن إصلاحها. بدلًا من ذلك، يجب أن تعتمد الجرعات على وزن الجسم المعدل أو الوزن المقدر للجسم النحيف، خاصةً للمرضى الذين يعانون من السمنة المفرطة. يوصى بمعايرة جرعات الدواء على فترات وجيزة (نحو 20 إلى 60 ثانية).

### المعدات
يعتمد تسريب المخدر الوريدي على أنواع مختلفة من أجهزة التسريب. تشمل أمثلة أجهزة التسريب المضخات الذكية ومضخات الحقن وأجهزة التسريب المستهدفة (TCI).
تستخدم المضخات الذكية بشكل شائع لإدارة التخدير الفعال والعديد من الأدوية النشطة في الأوعية مثل مقابض الأوعية ومضادات التقلص العضلي وموسعات الأوعية، والتي تحتاج إلى معايرتها باستمرار في غرفة العمليات. تعد المضخات الذكية مفيدة لأنها تقدم جرعات آمنة بمعدل ضخ مبرمج ضمن الحدود الموجودة مسبقًا بناءً على مكتبة الأدوية المؤسسية الموحدة.
مضخات الحقن هي مضخات تسريب أصغر تسمح بإعطاء كميات صغيرة من عوامل الحث بمعدل دقيق. تعتمد دقة مضخات الحقن على اختيار المحاقن أثناء برمجة المضخة. معظم المضخات قادرة على تحديد حجم المحقنة تلقائيًا عندما يدخل اسم الشركة المصنعة للحقنة بشكل صحيح.
تساعد أنظمة التسريب الخاضع للمراقبة (TCI) بواسطة أنظمة الكمبيوتر التي تستخدم النمذجة الحركية الدوائية والديناميكية الدوائية للحفاظ على التركيز المستهدف للتخدير في الدماغ. تتطلب TCI من الأطباء إدخال تركيز مستهدف لمخدر أو عوامل أخرى، وسوف يقوم الكمبيوتر بحساب كمية العامل المطلوب لتركيز الإدخال، ثم يستخدم مضخة التسريب لتوصيل جرعة البلعة المحسوبة. بعد ذلك، يعيد الكمبيوتر باستمرار حساب كمية الدواء الموجودة في النظام ويؤثر على كمية الدواء المطلوبة للحفاظ على التركيز المطلوب في موقع التأثير.

### الصيانة
أثناء اختبار التخدير الكلي في الوريد، يعد التقييم المستمر لمعدل ضربات القلب وضغط الدم وحالة الوعي أمرًا ضروريًا عند معايرة عوامل التخدير. تستخدم مراقبة مخطط كهربية الدماغ (EEG) لتقييم عمق التخدير. ومع ذلك، توجد 30 ثانية من التأخير بين حالة وعي الشخص وإشارة مخطط كهربية الدماغ التي تمت معالجتها. هذا يحد من فائدته أثناء تحريض التخدير.

## العوامل الوريدية
يعد البروبوفول والإيتوميديت والكيتامين من العوامل المهدئة والمنومة الوريدية الشائعة لتحريض التخدير الكلي عن طريق الوريد. تسمح طبيعتها المحبة للدهون بالبدء السريع للتخدير عند الحقن في الوريد. كما أنه يتيح الاختراق من خلال الحاجز الدموي الدماغي والتروية الفعالة للدماغ. ومع ذلك، فإن إعادة التوزيع السريع لهذه العوامل من الدماغ إلى الأنسجة العضلية والدهنية الأخرى يؤدي إلى قصر مدة عملها. عادة ما تعطى العوامل المساعدة بالإضافة إلى العوامل المهدئة والمنومة لتكملة تحريض التخدير الكلي عن طريق الوريد.